# یواس‌اس پلیموث (اس‌پی-۳۳۰۸)
یواس‌اس پلیموث (اس‌پی-۳۳۰۸) (به انگلیسی: USS Plymouth (SP-3308)) یک کشتی بود که طول آن ۳۹۵ فوت ۱ اینچ (۱۲۰٫۴۲ متر) بود. این کشتی در سال ۱۹۱۸ ساخته شد.